# Africada pós-alveolar não sibilante surda
A africada pós-alveolar não sibilante surda é um som africado formado por 2 fonemas quando pronunciados juntos. O simbolo do AFI é a união de /t̠/ com /ɹ̠̊˔/.

## Características
- Sua forma de articulação é africada, o que significa que é produzida primeiro interrompendo totalmente o fluxo de ar, depois permitindo o fluxo de ar através de um canal restrito no local de articulação, causando turbulência.
- Seu local de articulação é pós-alveolar, o que significa que é articulado com a ponta ou a lâmina da língua atrás da crista alveolar.
- Sua fonação é surda, o que significa que é produzida sem vibrações das cordas vocais. Em alguns idiomas, as cordas vocais estão ativamente separadas, por isso é sempre sem voz; em outras, as cordas são frouxas, de modo que pode assumir a abertura de sons adjacentes.
- É uma consoante oral, o que significa que o ar só pode escapar pela boca.
- É uma consoante central, o que significa que é produzida direcionando o fluxo de ar ao longo do centro da língua, em vez de para os lados.
- O mecanismo da corrente de ar é pulmonar, o que significa que é articulado empurrando o ar apenas com os pulmões e o diafragma, como na maioria dos sons.

## Ocorrência
| Língua | Língua                 | Palavra | AFI      | Significado | Notas |
| ------ | ---------------------- | ------- | -------- | ----------- | --- |
| Inglês | Australiano            | tree    | [t̠ɹ̠̊˔ʷɪi̯] | Árvore      | Realização fonética da sequência tônica inicial da sílaba /tr/. Na pronúncia do Americano geral e Received Pronunciation, a alternativa menos comum é alveolar [tɹ̝̊]. |
| Inglês | Americano geral        | tree    | [t̠ɹ̠̊˔ʷɪi̯] | Árvore      | Realização fonética da sequência tônica inicial da sílaba /tr/. Na pronúncia do Americano geral e Received Pronunciation, a alternativa menos comum é alveolar [tɹ̝̊]. |
| Inglês | Received Pronunciation | tree    | [t̠ɹ̠̊˔ʷɪi̯] | Árvore      | Realização fonética da sequência tônica inicial da sílaba /tr/. Na pronúncia do Americano geral e Received Pronunciation, a alternativa menos comum é alveolar [tɹ̝̊]. |
| Inglês | Port Talbot            | tree    | [t̠ɹ̠̊˔iː]  | Árvore      | Realização fonética da sequência tônica inicial da sílaba /tr/. Na pronúncia do Americano geral e Received Pronunciation, a alternativa menos comum é alveolar [tɹ̝̊]. |